# 모로하시촌
모로하시촌(諸橋村)은 이시카와현 후게시군에 설치되었던 촌이다.